# مارج (فنانة قصص مصورة)
مارج (بالإنجليزية: Marge)‏ هي فنانة قصص مصورة أمريكية، ولدت في 11 ديسمبر 1904 في فيلادلفيا في الولايات المتحدة، وتوفيت في 30 مايو 1993 في إليريا في الولايات المتحدة بسبب لمفوما.